# Lingua evenki

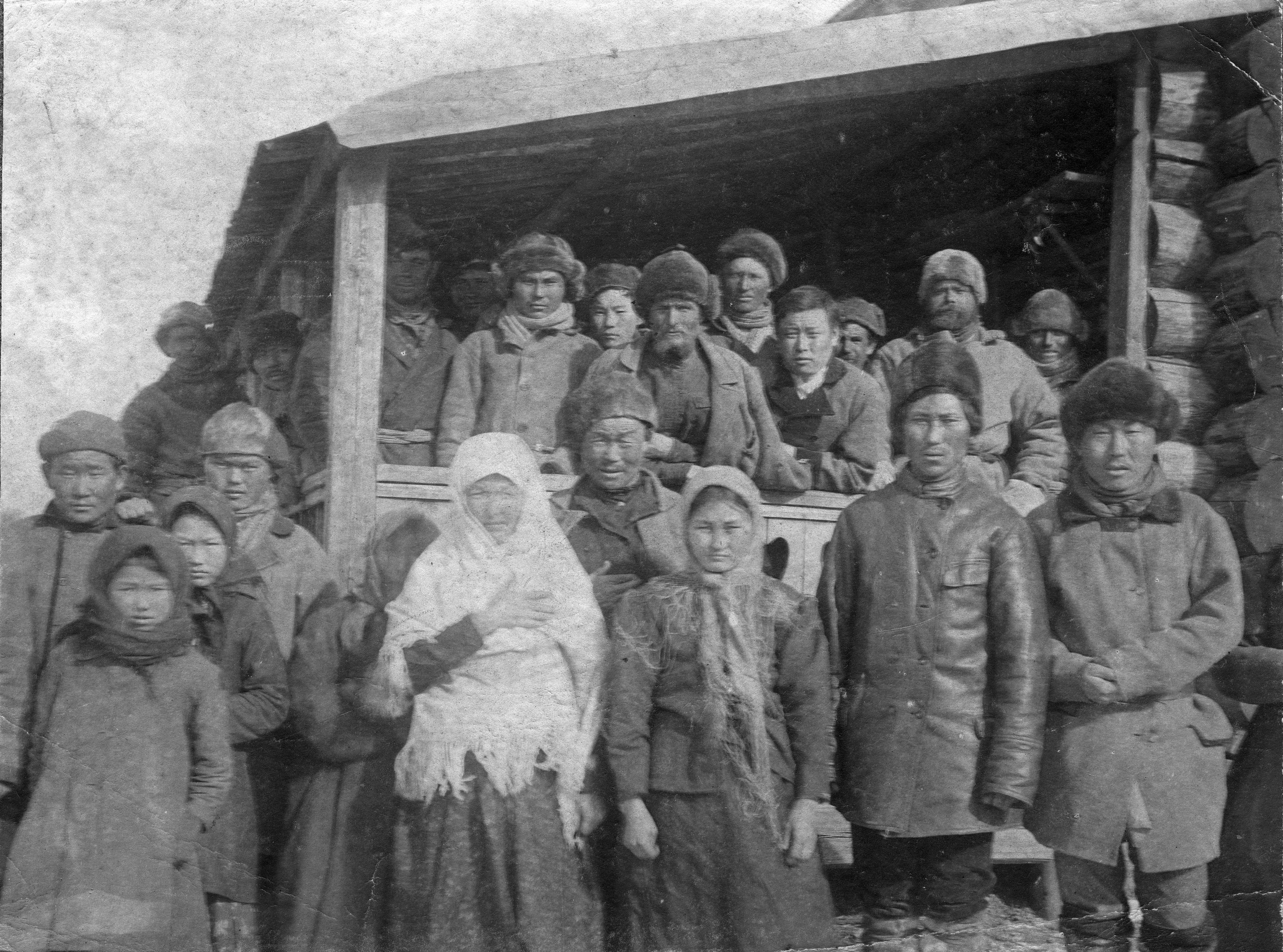
Evenki intorno al 1900

La lingua evenki, conosciuta anche come lingua tungusa, (nome nativo: Эвэды̄ турэ̄н, Ėvėdȳ turēn; in russo эвенкийский язык, ėvenkijskij jazyk, o anche тунгусский, tungusskij) è una lingua tungusa parlata in Russia, Cina e Mongolia.

## Distribuzione geografica
Secondo Ethnologue, la lingua evenki è parlata complessivamente da 17.130 persone. In Cina nel 2007 si stimavano 11.000 locutori, stanziati in prevalenza nella Mongolia Interna, in Heilongjiang e in Sinkiang. Al censimento russo del 2010 risultava parlata da 4.800 persone, principalmente nel Circondario degli Evenki, nel Circondario del Tajmyr e nella Sacha-Jacuzia. Per la Mongolia la stima di 1.000 locutori risale al 1992.

## Classificazione
Secondo Ethnologue, la classificazione della lingua evenki è la seguente:
- Lingue altaiche
  - Lingue tunguse
    - Lingue evenki
      - Lingua evenki

## Sistema di scrittura
La lingua evenki può essere scritta con l'Alfabeto cirillico o con la Scrittura mongola